# Moraea vegeta
Moraea vegeta är en irisväxtart som beskrevs av Carl von Linné. Moraea vegeta ingår i släktet Moraea och familjen irisväxter. Inga underarter finns listade i Catalogue of Life.

## Bildgalleri

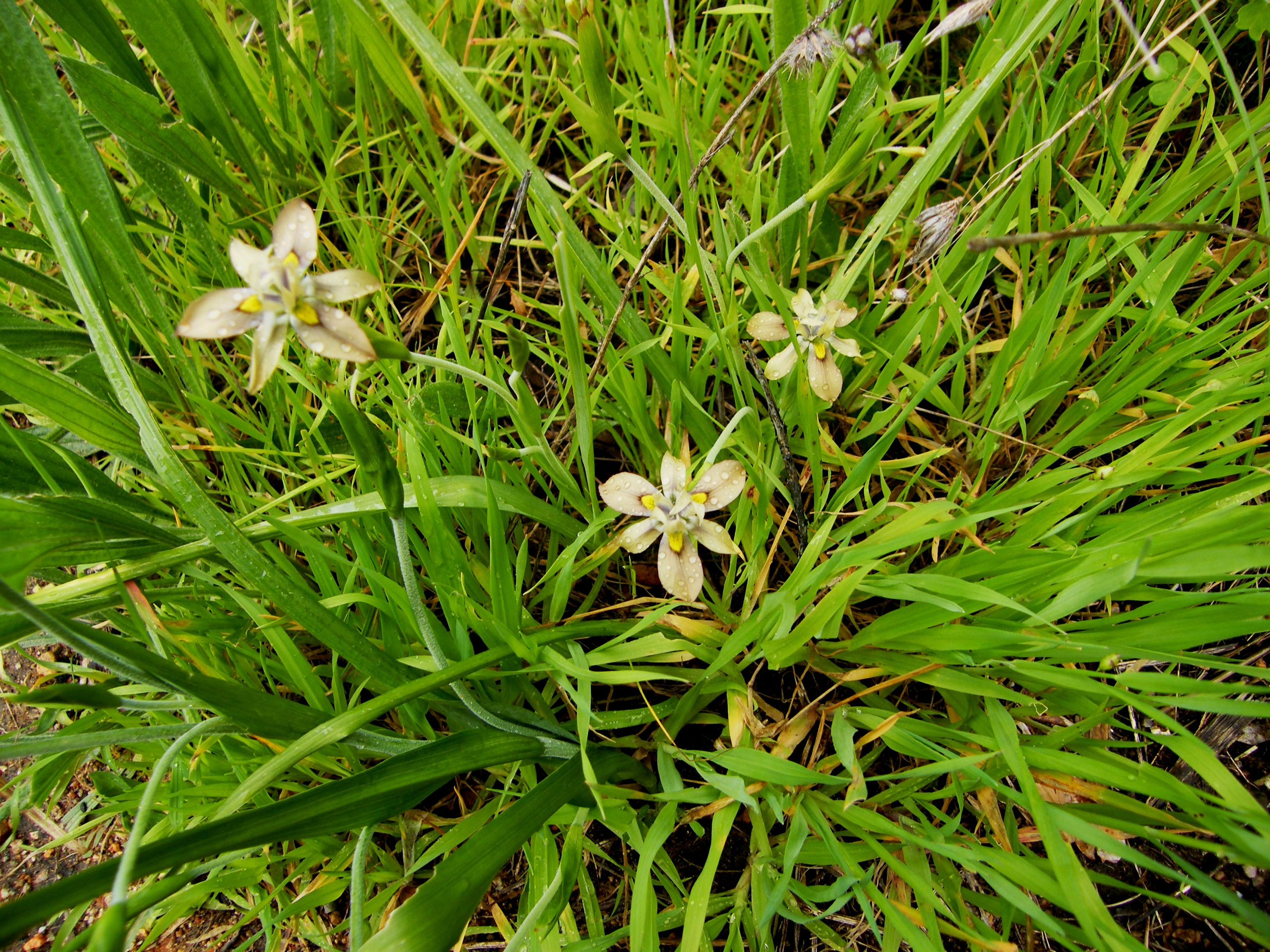
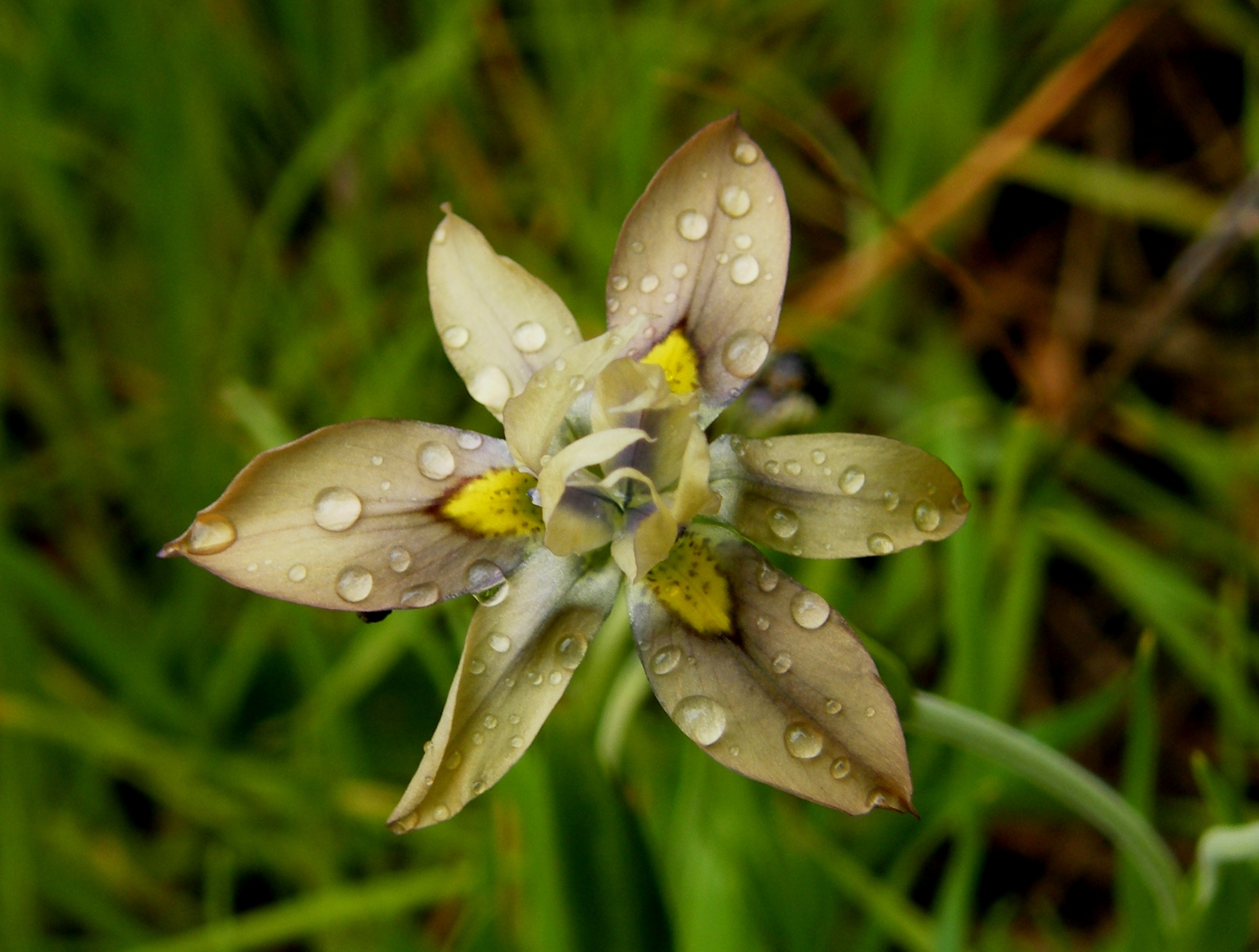